# Умовне математичне сподівання
Умовне математичне сподівання в теорії ймовірностей — середнє значення випадкової величини відносно умовного розподілу.

## Визначення
Вважатимемо, що задано ймовірнісний простір {\displaystyle (\Omega ,{\mathcal {F}},\mathbb {P} )}. Нехай {\displaystyle X:\Omega \to \mathbb {R} } — інтегровна випадкова величина, тобто {\displaystyle \mathbb {E} \vert X\vert <\infty }. Нехай також {\displaystyle {\mathcal {G}}\subset {\mathcal {F}}} — під-σ-алгебра σ-алгебри {\displaystyle {\mathcal {F}}}. 

### УМС відносно σ-алгебри
Випадкова величина {\displaystyle {\hat {X}}} називається умовним математичним сподіванням {\displaystyle X} відносно σ-алгебри {\displaystyle {\mathcal {G}}}, якщо 
- {\displaystyle {\hat {X}}} вимірна відносно {\displaystyle {\mathcal {G}}}.
- {\displaystyle \forall A\in {\mathcal {G}},\quad \mathbb {E} \left[{\hat {X}}\mathbf {1} _{a}\right]=\mathbb {E} [X\mathbf {1} _{a}]},

де {\displaystyle \mathbf {1} _{a}} — індикатор події {\displaystyle A}.
Умовне математичне сподівання позначається {\displaystyle \mathbb {E} [X\mid {\mathcal {G}}]}.
Приклад. Нехай {\displaystyle \Omega =\{1,2,3,4\},\ {\mathcal {F}}=2^{\Omega },\,\mathbb {P} (\omega )=1/4,\ \omega =1,\ldots ,4.} Покладемо {\displaystyle {\mathcal {G}}=\{\varnothing \{1,2\},\{3,4\},\Omega \}}. Тоді {\displaystyle {\mathcal {G}}} - σ-алгебра, і {\displaystyle {\mathcal {G}}\subset {\mathcal {F}}}. Нехай випадкова величина {\displaystyle X} має вигляд
{\displaystyle X(\omega )=\omega ^{2},\;\omega =1,\ldots ,4}.
Тоді
{\displaystyle \mathbb {E} [X\mid {\mathcal {G}}](\omega )=\left\{{\begin{matrix}{\frac {5}{2}},&\omega =1,2\\[5pt]{\frac {25}{2}},&\omega =3,4.\end{matrix}}\right.}

### УМС щодо сімейства подій
Нехай {\displaystyle {\mathcal {C}}=\{C_{\alpha }\}\subset {\mathcal {F}}} — довільне сімейство подій. Тоді умовним математичним сподіванням {\displaystyle X} відносно {\displaystyle {\mathcal {C}}} називається
{\displaystyle \mathbb {E} [X\mid {\mathcal {C}}]\equiv \mathbb {E} [X\mid \sigma ({\mathcal {C}})]},
де {\displaystyle \sigma ({\mathcal {C}})} — мінімальна сигма-алгебра, що містить {\displaystyle {\mathcal {C}}}.
Приклад. Нехай {\displaystyle \Omega =\{1,2,3,4\},\ {\mathcal {F}}=2^{\Omega },\,\mathbb {P} (\omega )=1/4,\ \omega =1,\ldots ,4.} Нехай також {\displaystyle C=\{1,2,3\}}. Тоді {\displaystyle \sigma (C)=\{\varnothing \{1,2,3\},\{4\},\omega \}\subset {\mathcal {F}}}. Не випадкова величина {\displaystyle X} має вигляд
{\displaystyle X(\omega )=\omega ^{2},\;\omega =1,\ldots ,4}.
Тоді
{\displaystyle \mathbb {E} [X\mid {\mathcal {G}}](\omega )=\left\{{\begin{matrix}{\frac {14}{3}},&\omega =1,2,3\\[5pt]16&\omega =4.\end{matrix}}\right.}

### УМС щодо випадкової величини
Нехай {\displaystyle Y:\Omega \to \mathbb {R} } інша випадкова величина. Тоді умовним математичним сподіванням {\displaystyle X} відносно {\displaystyle Y} називається 
{\displaystyle \mathbb {E} [X\mid Y]\equiv \mathbb {E} [X\mid \sigma (Y)]},
де {\displaystyle \sigma (Y)} — σ-алгебра, породжена випадковою величиною {\displaystyle Y}.
Інше визначення УМС {\displaystyle X} відносно {\displaystyle Y}:
{\displaystyle \mathbb {E} (X\mid Y)=\mathbb {E} (X\mid Y=y)\mid y=Y}
Таке визначення конструктивно описує алгоритм знаходження УМС:
- знайти математичне сподівання випадкової величини {\displaystyle X}, приймаючи {\displaystyle Y} за константу {\displaystyle y};
- Потім в отриманому виразі {\displaystyle y} назад замінити на випадкову величину {\displaystyle Y}.

Приклад:
{\displaystyle X\equiv N(a,\sigma ^{2})}
{\displaystyle \mathbb {E} \left[{\frac {X}{Y}}\mid Y\right]=\mathbb {E} \left[{\frac {X}{y}}\right]\mid _{y=Y}={\frac {1}{y}}\mathbb {E} [X]\mid _{y=Y}={\frac {a}{y}}\mid _{y=Y}={\frac {a}{Y}}}

### Умовна ймовірність
Нехай {\displaystyle B\in {\mathcal {F}}} — довільна подія, і {\displaystyle \mathbf {1} _{b}} — його індикатор. Тоді умовною ймовірністю  {\displaystyle B} відносно {\displaystyle {\mathcal {G}}} називається 
{\displaystyle \mathbb {P} (B\mid {\mathcal {G}})\equiv \mathbb {E} [\mathbf {1} _{b}\mid {\mathcal {G}}]}.

## Зауваження
- Умовне математичне сподівання — це випадкова величина, а не число!
- Умовне математичне сподівання визначене з точністю до подій ймовірності нуль. Таким чином, якщо {\displaystyle {\hat {X}}_{1}=\mathbb {E} [X\mid {\mathcal {G}}]} і {\displaystyle {\hat {X}}_{1}={\hat {X}}_{2}} {\displaystyle \mathbb {P} }-майже усюди, то {\displaystyle {\hat {X}}_{2}=\mathbb {E} [X\mid {\mathcal {G}}]}. Ототожнивши випадкові величини, що розрізняються лише на подіях ймовірності нуль, отримуємо єдиність умовного математичного сподівання.
- Узявши {\displaystyle A=\Omega }, отримуємо за визначенням:

{\displaystyle \mathbb {E} [X]=\mathbb {E} [\mathbb {E} [X\mid {\mathcal {G}}]]},
і зокрема справедлива формула повної ймовірності:
{\displaystyle \mathbb {P} (B)=\mathbb {E} [\mathbb {P} (B\mid {\mathcal {G}})]}.
- Нехай σ-алгебра {\displaystyle {\mathcal {G}}=\sigma (C_{1},\ldots ,C_{n})} породжена розбиттям {\displaystyle \{C_{i}\}_{i=1}^{\infty }}. Тоді

{\displaystyle \mathbb {E} [X\mid {\mathcal {G}}]=\sum _{i=1}^{\infty }\mathbb {E} [X\mid C_{i}]\mathbf {1} _{C_{i}}}.
Зокрема формула повної ймовірності приймає класичний вигляд:
{\displaystyle \mathbb {P} (A\mid {\mathcal {G}})=\sum \limits _{i=1}^{\infty }\mathbb {P} (A\mid C_{i})\mathbf {1} _{C_{i}}},
а відповідно
{\displaystyle \mathbb {P} (A)=\sum \limits _{i=1}^{\infty }\mathbb {P} (A\mid C_{i})\,\mathbb {P} (C_{i})}.

## Основні властивості
- Якщо {\displaystyle {\hat {X}}=\mathbb {E} [X\mid Y]}, то існує Борелева функція {\displaystyle h:\mathbb {R} \to \mathbb {R} }, така що

{\displaystyle {\hat {X}}=h(Y)}.
Умовне математичне сподівання {\displaystyle X} щодо події {\displaystyle \{Y=y\}} за визначенням рівне 
{\displaystyle \mathbb {E} [X\mid Y=y]\equiv h(y)}.
- Якщо {\displaystyle X\geq 0} м.н., то {\displaystyle \mathbb {E} [X\mid {\mathcal {G}}]\geq 0} п.н.
- Якщо {\displaystyle X} незалежна від {\displaystyle {\mathcal {G}}}, то

{\displaystyle \mathbb {E} [X\mid {\mathcal {G}}]=\mathbb {E} [X]} м.н.
Зокрема, якщо {\displaystyle X,Y} незалежні випадкові величини, то
{\displaystyle \mathbb {E} [X\mid Y]=\mathbb {E} [X]} м.н.
- Якщо {\displaystyle {\mathcal {G}}_{1},{\mathcal {G}}_{2}} — дві σ-алгебри, такі що {\displaystyle {\mathcal {G}}_{1}\subset {\mathcal {G}}_{2}\subset {\mathcal {F}}}, то

{\displaystyle \mathbb {E} [\mathbb {E} [X\mid {\mathcal {G}}_{2}]\mid {\mathcal {G}}_{1}]=\mathbb {E} [X\mid {\mathcal {G}}_{1}]}.
- Якщо {\displaystyle X} - {\displaystyle {\mathcal {G}}}-вимірна, і {\displaystyle Y} — випадкова величина, така що {\displaystyle Y,XY\in L^{1}}, то

{\displaystyle \mathbb {E} [XY\mid {\mathcal {G}}]=X\,\mathbb {E} [Y\mid {\mathcal {G}}]}.
- "Математичне сподівання прибирає умову". Це правило вірне для УМС відносно випадкової величини (УМС в такому разі буде випадковою величиною) і для  умовної ймовірності відносно випадкової величини

{\displaystyle \mathbb {E} [\mathbb {E} (X\mid Y)]=\mathbb {E} (X)}.

## Додаткові властивості
- Теорема Леві про монотонну збіжність;
- Теорема Лебега про мажоровану збіжність;
- Лема Фату;
- Нерівність Єнсена.

## УМС для дискретних величин
Нехай {\displaystyle Y} — дискретна випадкова величина, розподіл якої задається функцією ймовірності {\displaystyle \mathbb {P} (Y=y_{j})\equiv p_{y}(y_{j})=p_{j}>0,\;j=1,2,\ldots }. Тоді система подій {\displaystyle \{Y=y_{j}\}} є розбиттям {\displaystyle \Omega }, і 
{\displaystyle \mathbb {E} [X\mid Y]=\sum \limits _{j=1}^{\infty }\mathbb {E} [X\mid Y=y_{j}]\mathbf {1} _{\{Y=y_{j}\}}},
а
{\displaystyle \mathbb {E} [X\mid Y=y_{j}]=\mathbb {E} _{j}[X]},
де {\displaystyle \mathbb {E} _{j}} означає математичне сподівання узяте щодо умовної ймовірності {\displaystyle \mathbb {P} _{j}(\cdot )=\mathbb {P} (\cdot \mid Y=y_{j})}.
Якщо випадкова величина {\displaystyle X} також дискретна, то
{\displaystyle \mathbb {E} [X\mid Y=y_{j}]=\sum \limits _{i=1}^{\infty }x_{i}\ \mathbb {P} (X=x_{i}\mid Y=y_{j})=\sum \limits _{i=1}^{\infty }x_{i}\ p_{X\mid Y}(x_{i}\mid y_{j})},
де {\displaystyle p_{X\mid Y}} — умовна функція ймовірності випадкової величини {\displaystyle X} відносно {\displaystyle Y}.

## УМС для абсолютно неперервних випадкових величин
Нехай {\displaystyle X,Y} - випадкові величини, такі що вектор {\displaystyle (X,Y)^{\top }} абсолютно неперервний, і його розподіл задається густиною ймовірності {\displaystyle f_{X,Y}(x,y)}. Введемо умовну щільність {\displaystyle f_{X\mid Y}}, поклавши за визначенням
{\displaystyle f_{X\mid Y}(x\mid y)={\frac {f_{X,Y}(x,y)}{f_{Y}(y)}}},
де {\displaystyle f_{Y}} - щільність імовірності випадкової величини {\displaystyle Y}. Тоді
{\displaystyle \mathbb {E} [X\mid Y]=h(Y)},
де функція {\displaystyle h} має вигляд
{\displaystyle h(y)=\int \limits _{-\infty }^{\infty }x\,f_{X\mid Y}(x\mid y)\,dx}.
Зокрема, 
{\displaystyle \mathbb {E} [X\mid Y=y_{j}]=\int \limits _{-\infty }^{\infty }x\,f_{X\mid Y}(x\mid y_{j})\,dx}.

## УМС у L2
Розглянемо  Простір випадкових величин із скінченним другим моментом {\displaystyle L^{2}}. У ньому визначені скалярний добуток
{\displaystyle \langle X,Y\rangle \equiv \mathbb {E} [XY],\;\forall X,y\in L^{2}},
і породжена ним норма
{\displaystyle \|X\|={\sqrt {\mathbb {E} \left[X^{2}\right]}},\;\forall X\in L^{2}}.
Множина всіх випадкових величин {\displaystyle L_{\mathcal {G}}^{2}} з скінченним другим моментом і вимірних відносно {\displaystyle {\mathcal {G}}}, де {\displaystyle {\mathcal {G}}\subset {\mathcal {F}}}, є підпростором {\displaystyle L^{2}}. Тоді оператор {\displaystyle \Pi _{L_{\mathcal {G}}^{2}}:L^{2}\to L^{2}}, що задається рівністю
{\displaystyle \Pi _{L_{\mathcal {G}}^{2}}(X)=\mathbb {E} [X\mid {\mathcal {G}}]},
є оператором ортогонального проектування на {\displaystyle L_{\mathcal {G}}^{2}}. Зокрема:
- Умовне математичне сподівання {\displaystyle \mathbb {E} [X\mid {\mathcal {G}}]} — це найкраще середньо-квадратичне наближення {\displaystyle X} {\displaystyle {\mathcal {G}}}-вимірними випадковими величинами:

{\displaystyle \|X-\mathbb {E} [X\mid {\mathcal {G}}]\|=\inf \limits _{Z\in L_{\mathcal {G}}^{2}}\|X-Z\|}.
- Умовне математичне сподівання зберігає скалярний добуток:

{\displaystyle \langle X,Z\rangle =\langle \mathbb {E} [X\mid {\mathcal {G}}],Z\rangle ,\;\forall Z\in L_{\mathcal {G}}^{2}}.
- Умовне математичне сподівання ідемпотентне:

{\displaystyle \Pi _{L_{\mathcal {G}}^{2}}^{2}=\Pi _{L_{\mathcal {G}}^{2}}}.